# Ryszard Długosz
Ryszard Długosz (ur. 10 listopada 1941 w Nowotańcu) – polski zapaśnik, dwukrotny olimpijczyk (1968, 1972).

## Życiorys
Urodził się 10 listopada 1941 w Nowotańcu. W pobliskim Sanoku kształcił się w Zasadniczej Szkole Zawodowej. Początkowo uprawiał boks i był zawodnikiem sekcji pięściarskiej Stali Sanok, tocząc kilka walk. Po powołaniu do odbycia zasadniczej służby wojskowej w 1961 był bokserem klubu WKS Bieszczady Rzeszów w wadze ciężkiej. W 1962 przeszedł do sekcji zapaśniczej tego klubu, trenując styl klasyczny i wolny. Był szkolony przez trenera Mariana Magocha. Po roku treningów zdobył mistrzostwo okręgu, po czym wystąpił na mistrzostwach Polski, gdzie wygrał kilka walk i został zauważony przez trenerów kadry narodowej, a następnie włączony do szkolenia centralnego. W połowie 1963 zadebiutował w reprezentacji Polski w meczu z Japonią w Rzeszowie. Po ukończeniu służby wojskowej został zawodnikiem Wisłoki Dębica, której drużyna w stylu klasycznym pod koniec 1963 awansowała do I ligi, a on sam wygrał wszystkie swoje walki przed czasem. W kadrze narodowej startował w stylu wolnym. Z powodu poważnej kontuzji ręki nie był uwzględniany przy ustalaniu ekipy na Letnie Igrzyska Olimpijskie 1964 w Tokio. Następnie skoncentrował się wyłącznie na stylu wolnym. W związku z tym od 1967 reprezentował klub Stal Rzeszów.
Zdobył tytuł mistrza CRZZ. Był wielokrotnym medalistą indywidualnych mistrzostw Polski. W 1964 został srebrnym medalistą. Zdobywał złoty medal w kategorii superciężkiej w latach 1965–1968, 1971–1973 oraz w kategorii ciężkiej w latach 1969–1970, 1973, 1974. W kategorii superciężkiej (130 kg) był srebrnym medalistą z 1984 oraz brązowym medalistą z 1986, mając wówczas niespełna 45 lat. Uczestniczył w turniejach mistrzostw Europy w 1965, podczas których startując w kategorii 97 kg zajął 5. miejsce, w 1968 w Skopje, gdzie zdobył brązowy medal w kategorii ciężkiej (do 97 kg) oraz w 1972, podczas których wystartował w kategorii superciężkiej zajmując 6. miejsce. Uczestniczył w turniejach mistrzostw świata: w 1965 zajął 6. miejsce startując w kategorii ciężkiej, w 1966 w Toledo zajął 4. miejsce w kategorii półciężkiej, w 1973 zajął 6. miejsce startując w kategorii ciężkiej. Na igrzyskach olimpijskich w 1968 w Meksyku wystartował w wadze półciężkiej (do 90 kg) zajmując 6. miejsce. Został wówczas pierwszym w historii reprezentantem rzeszowskiego sportu na olimpiadzie. Na igrzyskach olimpijskich w 1972 w Monachium wystartował w kategorii ciężkiej (do 100 kg) zajmując również 6. miejsce. W wieku niespełna 41 lat zdobył decydujący punkt w turnieju finałowym drużynowych mistrzostw Polski  za rok 1982 startując w wadze superciężkiej do 100 kg, przesądzając o 12. złotym medalu dla Stali Rzeszów. Do końca 1983 łącznie zdobył 46 medali, w tym 19 na mistrzostwach Polski. Na dzień przed swoimi 45. urodzinami 9 listopada 1986 zdobył ze Stalą 14. w historii klubu tytuł drużynowego mistrza Polski. W finałach drużynowych w 1987 już nie wystąpił. W dniu 29 kwietnia 1988 w Rzeszowie podczas ceremonii otwarcia indywidualnych mistrzostw Polski 1988 odbyła się uroczystość pożegnania Ryszarda Długosza, kończącego definitywnie 25-letnią karierę zawodniczą w zapasach. Do tego czasu zapaśnik zdobył łącznie 21 medali indywidualnych mistrzostw Polski (10 złote, 7 srebrne, 4 brązowe).

## Wyróżnienia i odznaczenia
Został zwycięzcą jubileuszowego X plebiscytu „Konkurs Asów” na najlepszego sportowca Rzeszowszczyzny 1969 roku, zorganizowanego przez pisma „Nowiny” i „Tempo” oraz Wojewódzki Komitet Kultury Fizycznej i Turystyki. Łącznie dziewięciokrotnie był wybierany laureatem tego plebiscytu. W ramach tego samego plebiscytu otrzymał pozakonkursowy tytuł Honorowego Sportowca Roku 1983. Za udział w igrzyskach olimpijskich 1968 jako pierwszy sportowiec został odznaczony odznaką „zasłużony dla województwa rzeszowskiego”. Został odznaczony Srebrnym Krzyżem Zasługi.